# Canal de Bourbourg
Der Canal de Bourbourg ist ein französischer Schifffahrtskanal, der im Département Nord in der Region Hauts-de-France verläuft. 

## Geografie

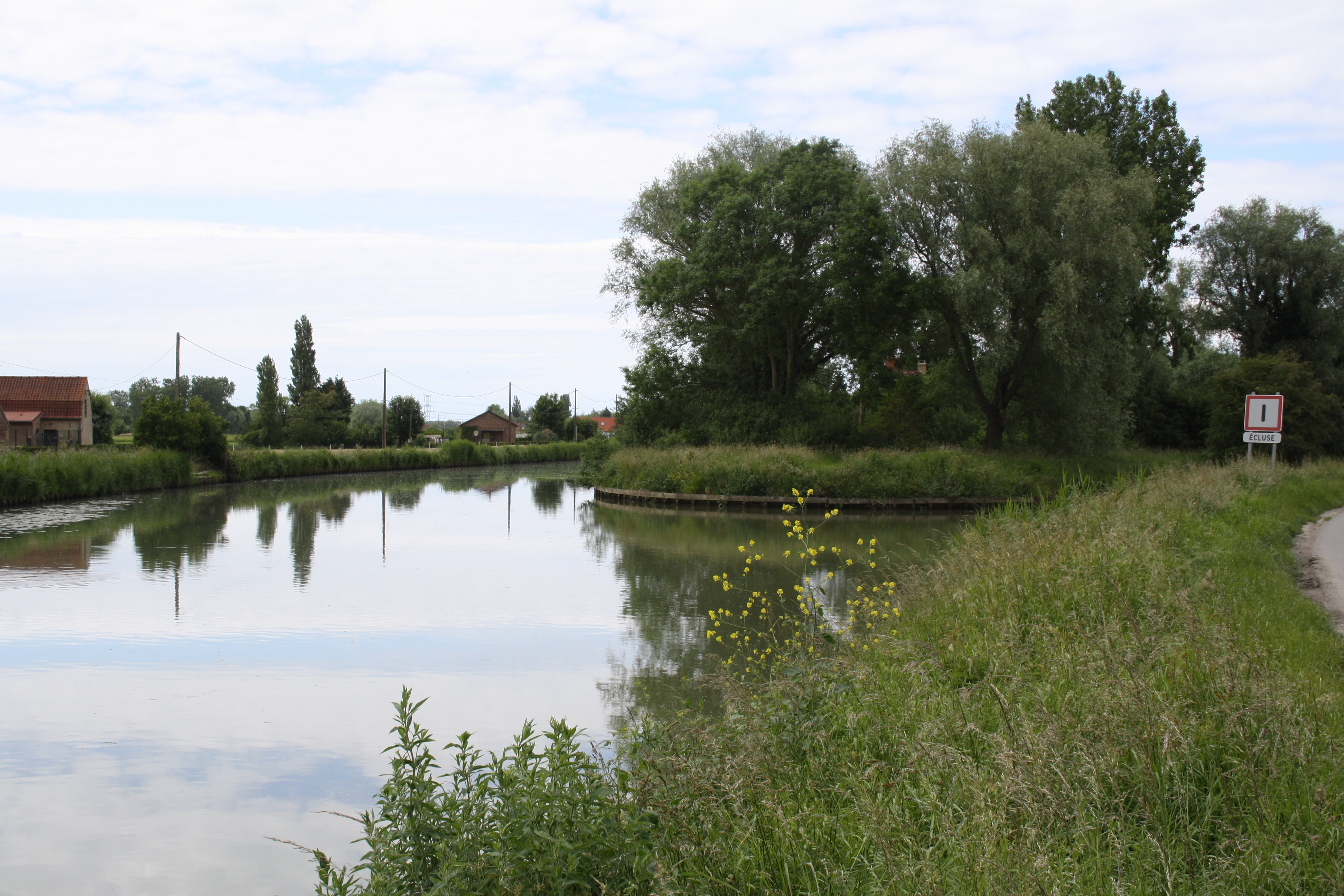
Abzweig des Kanals aus der Aa bei Le Guindal (nach rechts)

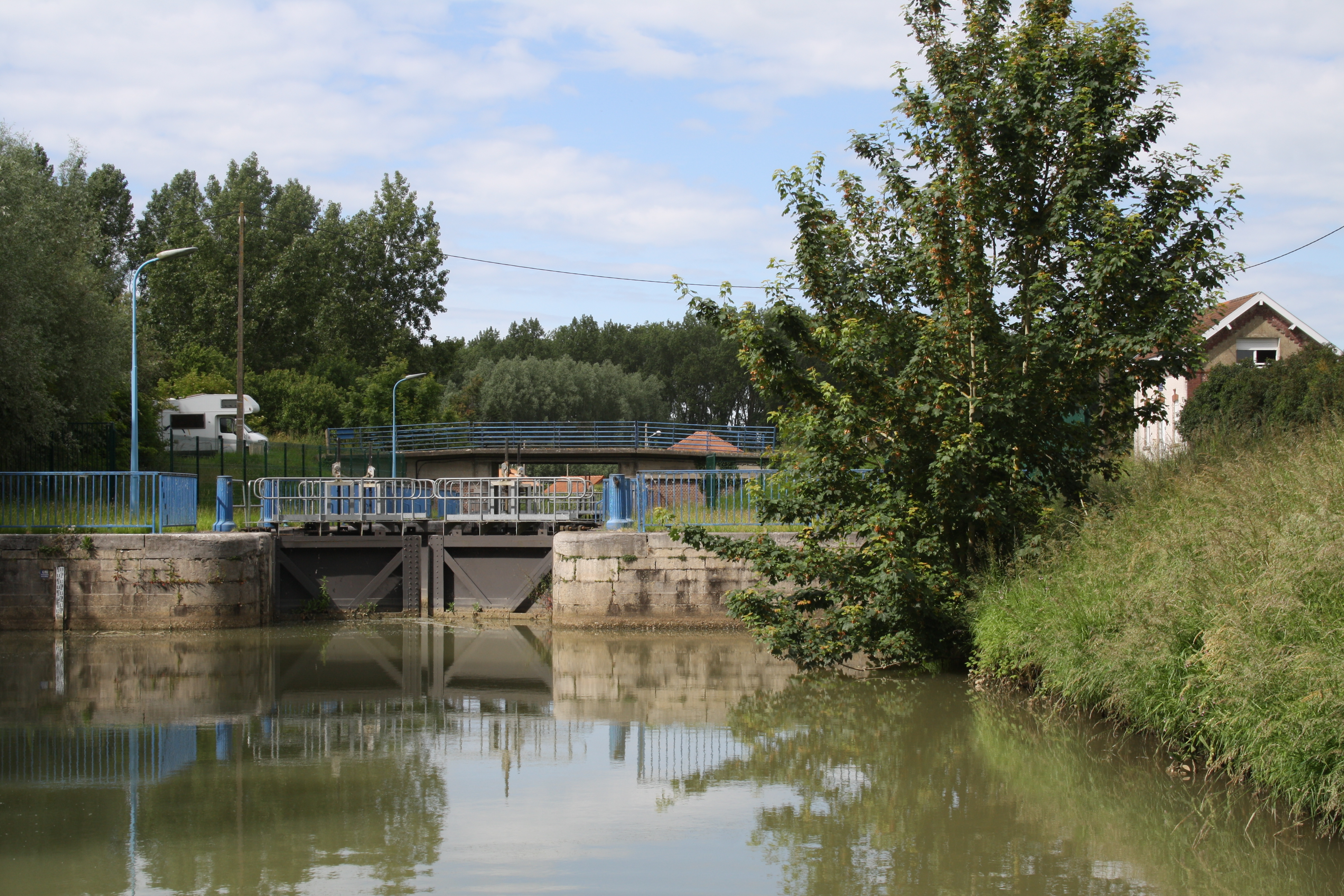
Erste Schleuse Écluse du Guindal

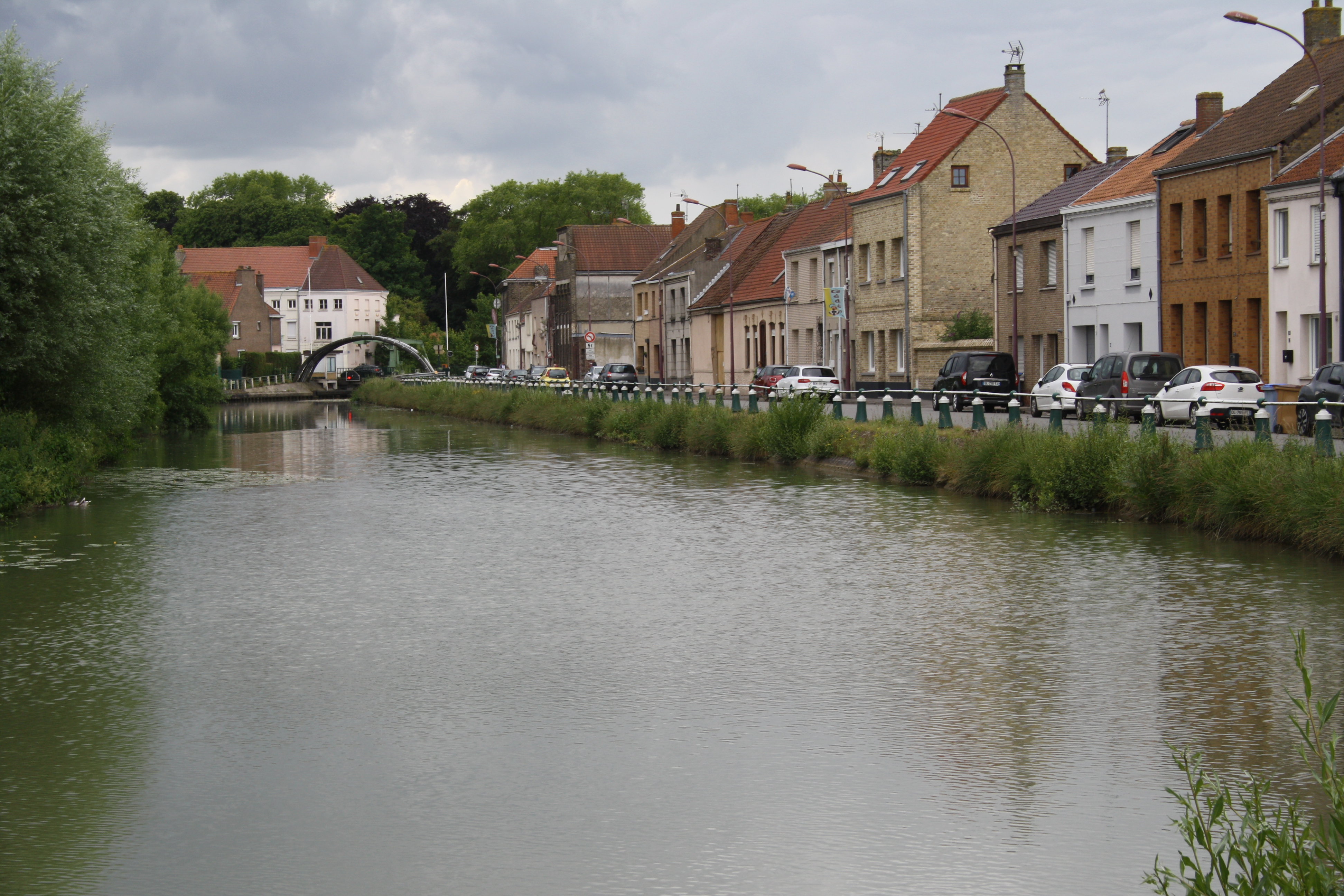
Der Kanal in Bourbourg

Der Kanal verbindet den Fluss Aa mit den Hafenanlagen von Dünkirchen. Es handelt sich um einen Verbindungskanal mit einer minimalen Höhendifferenz von etwa vier Metern.

## Verlauf und technische Infrastruktur

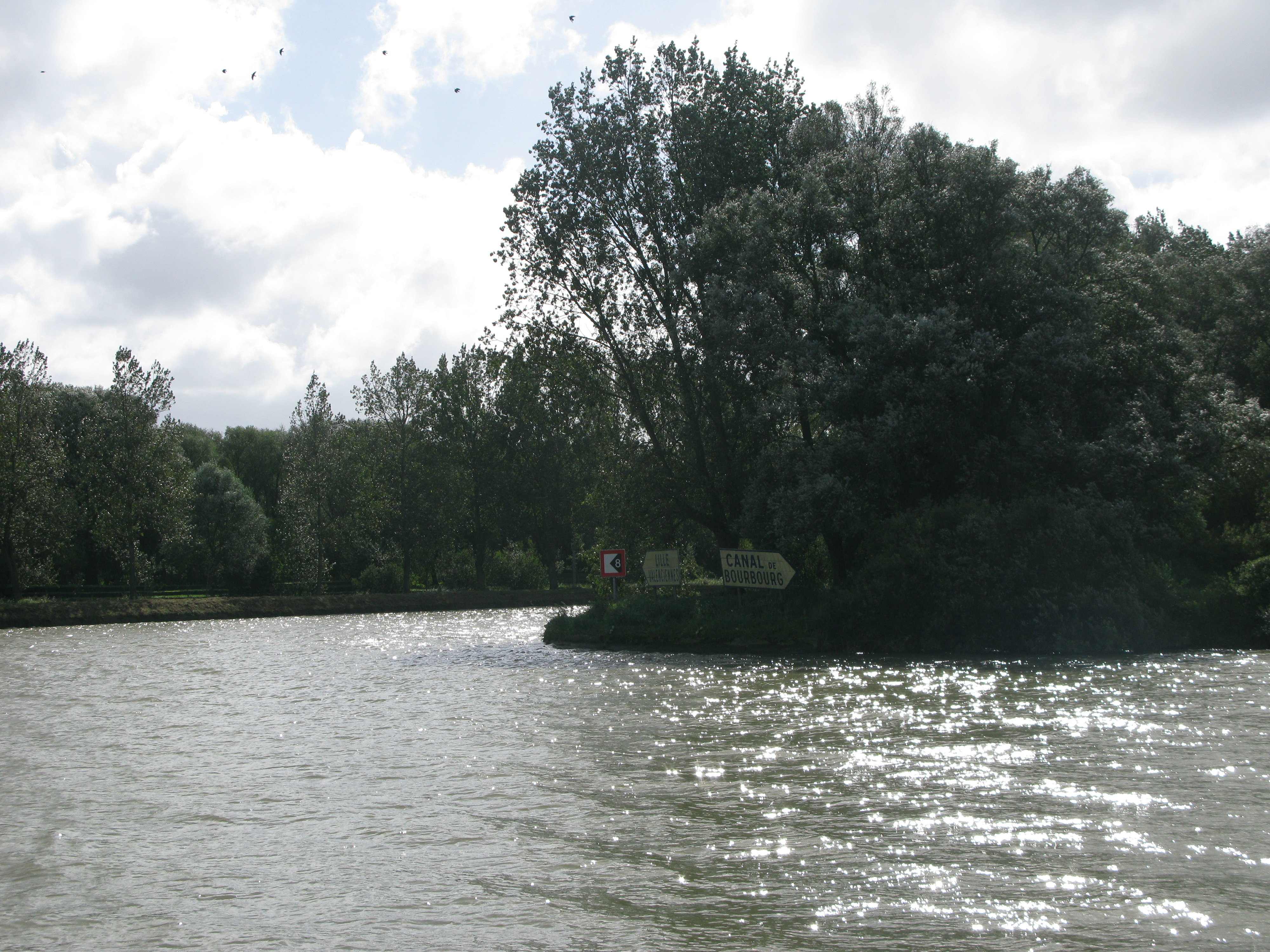
Vereinigung des Canal de Bourbourg (von rechts) mit der Dérivation du Canal de la Haute-Colme bei Coppenaxfort

Der Kanal beginnt beim Ort Le Guindal in der Gemeinde Bourbourg, wo er Anschluss an die kanalisierte Aa hat. Er verläuft zunächst Richtung Osten, durchquert die Stadt Bourbourg und erreicht bei Coppenaxfort (Gemeinde Craywick) die Dérivation du Canal de la Haute-Colme, die heute Teil des Großschifffahrtswegs Dünkirchen-Schelde (fr: Liaison à grand gabarit Dunkerque-Escaut) ist. Der Canal de Bourbourg verläuft nun nach Nordost und ist für etwa zwei Kilometer selbst Teil dieses Großschifffahrtsweges. Jener zweigt danach aber nach Norden ab und führt unter dem Namen Dérivation du Canal de Bourbourg (auch Canal de Mardyck genannt) zum Hafenbassin Mardyck im Westteil von Dünkirchen. Der Canal de Bourbourg selbst verläuft indes durch die südlichen Vororte des Großraums Dünkirchen, schwenkt dann scharf nach Norden ein und mündet in Dünkirchen in den Canal de Jonction, wo er seine Fortsetzung im Canal de l’Île Jeanty hat.  Er ist rund 21 km lang und hat 3 Schleusen.
Seine Streckenführung lässt sich in folgende Abschnitte unterteilen:
- Westabschnitt, zwischen dem Tal der Aa und dem Großschifffahrtsweg Dünkirchen-Schelde

In diesem Bereich sind zwei Schleusen in Betrieb, deren Abmessungen dem Freycinet-Format entsprechen (39 × 5,20 m). Die Passage ist somit nur Pénichen oder kleineren Schiffen möglich. Dieser Abschnitt ist daher wirtschaftlich nur mehr von geringer Bedeutung.
- Mittelabschnitt, als Teil des Großschifffahrtsweges Dünkirchen-Schelde

Hier können Binnenschiffe mit einer Ladekapazität bis zu 3000 Tonnen verkehren, es gibt keine Schleusen. Dieser Bereich wird von der Schifffahrt intensiv genutzt.
- Ostabschnitt, zwischen Spycker und dem Beginn der Kanäle Canal de Jonction und Canal de l’Île Jeanty

An der Hafeneinfahrt des Canal de l’Île Jeanty gibt es eine Schleuse mit der Abmessung von 80 × 8,20 Metern. Eine wirtschaftliche Nutzung ist als Zubringer zum Großschifffahrtsweg gegeben.

### Koordinaten
- Ausgangspunkt des Kanals: 50° 56′ 15″ N, 2° 9′ 4″ OKoordinaten: 50° 56′ 15″ N, 2° 9′ 4″ O
- Endpunkt des Kanals: 51° 1′ 41″ N, 2° 21′ 58″ O

### Orte am Kanal
- Le Guindal, Gemeinde Bourbourg
- Bourbourg
- Coppenaxfort, Gemeinde Craywick
- Spycker
- Grande-Synthe
- Cappelle-la-Grande
- Coudekerque-Branche
- Dünkirchen

## Geschichte
Der Bau des Kanals wurde durch ein Dekret Ludwigs XIV. am 26. Juli 1670 verfügt. Die Arbeiten begannen 1679, geplant wurde der Kanal vom Architekten und Festungsbaumeister Vauban. Der Aushub des Grabens wurde von 30.000 Männern durchgeführt. Eingeweiht wurde der Wasserweg im Jahr 1846.